# Albert Hertzog
Pour les articles homonymes, voir Hertzog.
Johannes Albertus (Albert) Hertzog (né le 4 juillet 1899 à Bloemfontein, état libre d'Orange et mort le 5 novembre 1982 à Pretoria, province du Transvaal) est un homme politique sud-africain, député et  ministre de la Santé, des postes et des télégraphes. Il est en 1969, le fondateur du Herstigte Nasionale Party (HNP) qu'il dirige jusqu'en 1977. 

## Biographie
Fils ainé du général boer James Barry Hertzog Albert Hertzog passa les premières années de sa vie dans un camp de concentration britannique avec sa mère durant la seconde guerre des Boers. 
Après des études supérieures en droit à l'université de Stellenbosch, à l'université de Leyde et à l'université d'Amsterdam aux Pays-Bas, il devient avocat à Pretoria en 1929. Son père est alors le Premier ministre de l'Union sud-africaine depuis 1924.
En 1931, membre influent de l'Afrikaner Broederbond, il prononce un discours particulièrement véhément contre les administrations dirigées par des blancs anglophones qu'il tient pour en partie responsable de la pauvreté dans laquelle s'enfonce une grande partie de la communauté afrikaner durant la Grande Dépression. Ses diatribes anti-anglophones sont  publiquement désavoués par son père. Quand ce dernier fonde avec Jan Smuts le parti uni, Albert Hertzog décide de rester au parti national et de mener campagne auprès des mineurs du Witwatersrand. Il fonde plusieurs associations afrikaners corporatistes qui notamment organisent d'importants mouvements de grève. Pendant la Seconde Guerre mondiale, Hetzog est l'avocat de plusieurs membres de l'organisation de la sentinelle des chars à bœufs (Ossewa Brandwag) accusée de saper l'effort de guerre. 

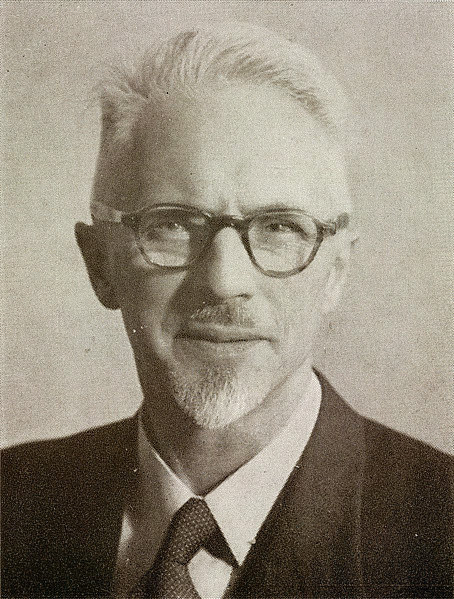
Albert Hertzog en 1960

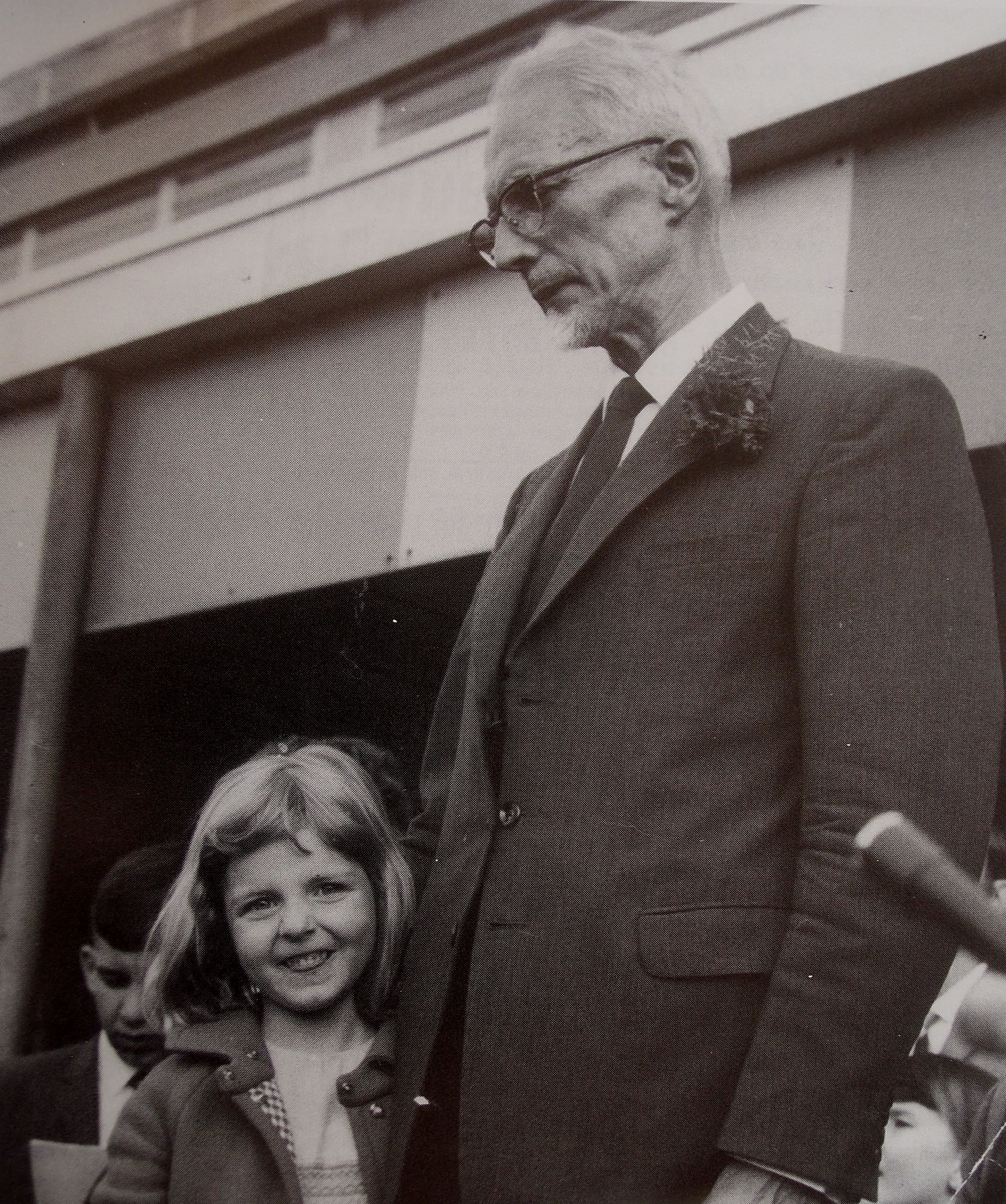
Albert Hertzog en 1969, le jour de son exclusion du parti national

De 1944 à 1952, Albert Hertzog est membre du conseil municipal de Pretoria et en 1948 est élu député de la circonscription d'Ermelo. D'abord membre de commissions parlementaires sur les mines ou le travail, il devient en 1958 le ministre des Postes, des Télégraphes et de la Santé dans le gouvernement d'Hendrik Verwoerd. Sous sa direction, le service téléphonique est modernisé et la bande FM fait ses débuts à la radio. Mais prétextant les valeurs morales, il s'oppose à l'introduction de la télévision en Afrique du Sud.
Après la mort de Verwoerd, Hertzog reste au gouvernement mais entre en conflit avec le nouveau Premier ministre John Vorster qui souhaite donner une nouvelle direction moins rigoriste à la politique d'Apartheid. En 1967, Hertzog devient le chef de la faction conservatrice du parti national. Le 7 février 1968, Vorster lui retire le portefeuille des postes et des télégraphes avant de l'exclure du gouvernement en août.
Le 14 août 1969, Albert Hertzog prononce au parlement au Cap un discours dans lequel il accuse Vorster de brader les principes calvinistes et de se compromettre avec les sud-africains anglophones. 
La rupture est définitivement consommée en septembre 1969, lors du congrès du parti national du Transvaal. Pour avoir protesté contre la décision de John Vorster d'autoriser la présence de joueurs et de spectateurs Maoris lors de la tournée des All Blacks de Nouvelle-Zélande en Afrique du Sud en 1970 et la venue de diplomates du Malawi. Hertzog, Jaap Marais, Louis Stofberg, et Willie Marais et tous leurs partisans sont exclus du parti national. Ils fondent alors le Herstigte Nasionale Party (HNP) le 25 octobre 1969, dans le but de promouvoir une république afrikaans et calviniste, et lancent le 16 janvier 1970 leur quotidien Die Afrikaner. 
Lors des élections anticipées du 22 avril 1970, aucun membre du HNP n'est élu. La défaite est similaire lors des élections du 24 avril 1974.
Hertzog dirige le HNP jusqu'en 1977 et laisse la place à Jaap Marais. Il quitte le parti l'année suivante et fonde l'Aksie Red Blanke Suid-Afrika (ARBSA) - le mouvement de défense de l'Afrique du Sud blanche. 
Membre fondateur de nombreuses organisations afrikaans comme la Volkskaas, père spirituel de l'extrême-droite afrikaner, il meurt à Pretoria le 5 novembre 1982. Il est enterré dans le carré familial de la ferme de Waterval à Witbank.

## Vie privée

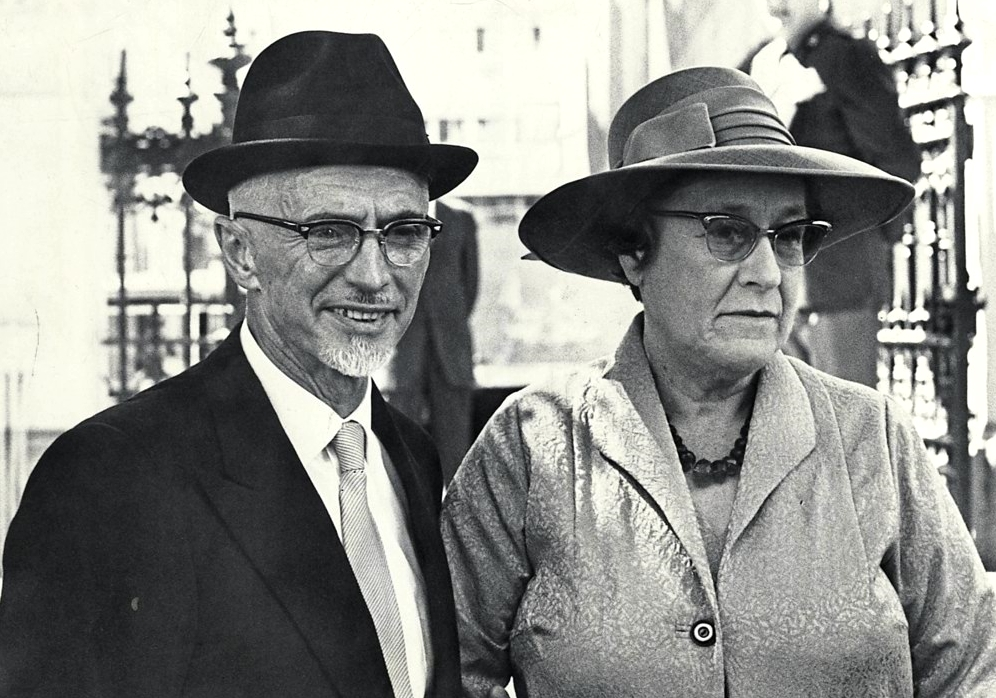
Albert & Katie Hertzog en 1970

Albert Hertzog s'est marié le 22 juillet 1933 avec Katherine Marjorie (Katie) Whiteley, une jeune femme sud-africaine de la communauté anglophone. Ils n'auront pas d'enfants. Katie Hertzog est décédée d'une insuffisance cardiaque le 25 février 1970. En 1977, Albert Hertzog s'est remarié avec Martha Maria (« Martie ») Viljoen (née Duvenage).